# Convertitore ad accumulo elevatore

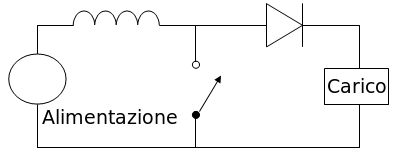
Lo schema base di un convertitore boost. Il commutatore tipicamente è un MOSFET, IGBT, o BJT.

Un convertitore ad accumulo elevatore o boost (o convertitore step-up) è un convertitore DC-DC con una tensione di uscita maggiore dell'ingresso. È una classe di alimentatori a commutazione contenenti almeno due commutatori a semiconduttore (un diodo e un transistor) e almeno un elemento accumulatore di energia. Filtri composti da combinazioni di induttori e capacità sono spesso aggiunti ad un convertitore boost per migliorarne le caratteristiche.

## Panoramica
Un convertitore boost è un convertitore DC-DC che è in grado di generare una tensione d'uscita più elevata di quella in ingresso. Questa tipologia di circuito viene spesso chiamata anche convertitore step-up, ossia "innalzatore di tensione" poiché è in grado di elevare la tensione in ingresso. La corrente di uscita del circuito sarà all'incirca inversamente proporzionale al fattore di elevazione della tensione in uscita, tolte le perdite.

## Storia
Per problemi di efficienza, il commutatore deve aprire e chiudere il circuito molto velocemente e avere poche perdite. L'avvento di commutatori a semiconduttore nei primi anni del 1950 ha rappresentato un passo fondamentale per lo sviluppo dei convertitori a commutazione.
I commutatori a semiconduttore hanno una velocità di accensione/spegnimento molto più elevata, maggiore efficienza e maggiore durata rispetto alle valvole o relè.
I primi convertitori cc-cc furono sviluppati nei primi anni del 1960 non appena divennero reperibili i primi commutatori a semiconduttore. La domanda nell'industria aerospaziale di convertitori piccoli, leggeri e efficienti ha provocato un rapido sviluppo di questa tecnologia, che si è poi estesa a numerose altre applicazioni.
R.D. Middlebrook del Caltech nel 1977 pubblicò i modelli per i convertitori dc-dc in uso oggigiorno. Middlebrook fece una media della configurazione circuitale per ogni stato del commutatore usando una tecnica chiamata media dello spazio di stato (o state-space averaging). Questa semplificazione ha ridotto i due sistemi in uno. Il nuovo modello risultante portò alla comprensione delle equazioni di progettazione che sono state utili sino ad oggi alla crescita dei sistemi SMPS (Switched-mode power supply).

## Applicazioni

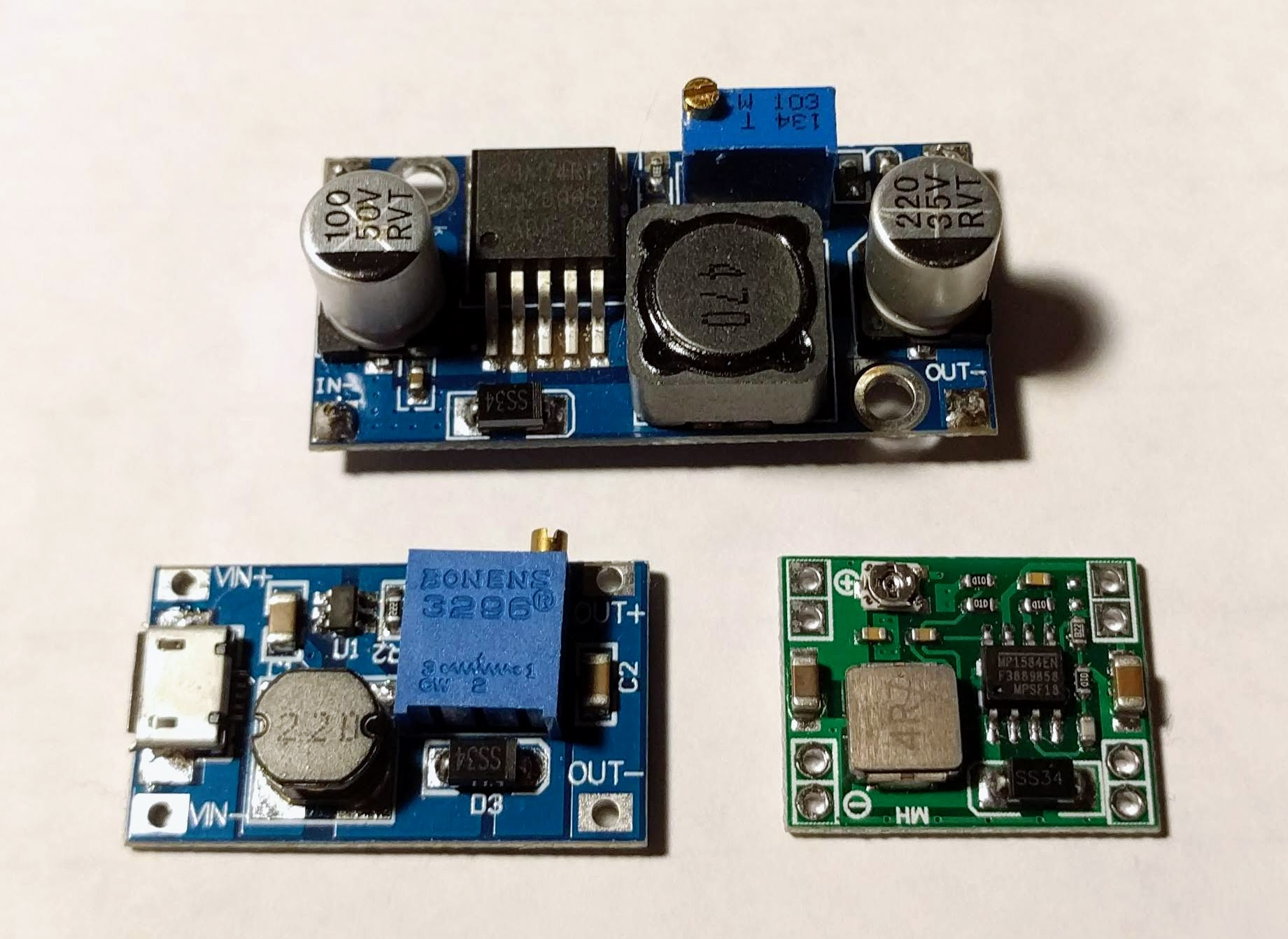
Moduli convertitori a basso costo: due buck e un boost

I sistemi alimentati a batterie spesso sono costituiti da molte celle poste in serie per ottenere tensioni più elevate. Non è sempre possibile, per mancanza di spazio o per questioni di peso, mettere in serie tante batterie soprattutto nelle applicazioni dove è richiesta alta tensione. I convertitori boost possono aumentare la tensione e ridurre di conseguenza il numero di celle necessarie a questo scopo. Due tipiche applicazioni a batterie che usano i convertitori boost sono i veicoli elettrici ibridi (HEV) e i sistemi di illuminazione.
La Toyota Prius contiene un motore che usa tensioni di circa 500 V. Senza un convertitore boost, la Prius necessiterebbe di 417 batterie per alimentare il suo motore elettrico. In realtà la Prius usa solo 168 batterie e quindi eleva la tensione delle batterie da 202 V a 500 V. I convertitori boost alimentano anche dispositivi di scala molto più piccola, come i sistemi di illuminazione portatili. Un LED bianco richiede tipicamente 3.3V per emettere luce, e un convertitore boost può innalzare la tensione di una singola cella alcalina da 1.5 V per alimentare la lampada. I convertitori boost possono produrre anche tensioni più elevate per far funzionare i tubi fluorescenti a catodo freddo (CCFL) in dispositivi come retro illuminatori di LCD e lampade flash.

## Analisi del circuito

### Principio di funzionamento

Fig. 1: schema di funzionamento del convertitore boost

Fig. 2: le due configurazioni di un convertitore boost, secondo lo stato del commutatore S.

Il principio base di funzionamento di un convertitore boost consiste in due stati distinti (vedere figura 2):
- nello stato "on", il commutatore S (vedere figura 2) è chiuso, provocando un aumento di corrente nell'induttore;
- nello stato "off", il commutatore è aperto e l'unico percorso offerto alla corrente dell'induttore è attraverso il diodo D, la capacità C e il carico R. Ciò provoca il trasferimento dell'energia accumulata durante lo stato "on" dall'induttore verso la capacita'.

#### Modo di funzionamento continuo

Fig. 3: forme d'onda della corrente e della tensione in un convertitore boost operante in modo continuo.

Quando un convertitore boost opera in modo continuo, la corrente che passa attraverso l'induttore (IL) non scende mai a zero. La figura 3 mostra le forme d'onda tipiche di corrente e tensione in un convertitore operante in questa modalità.
La tensione di uscita può essere calcolata come segue, nel caso di un convertitore ideale (cioè usando componenti con un comportamento ideale) operante in condizioni stazionarie:
Durante lo stato di funzionamento acceso (on), il commutatore S è chiuso e la tensione di ingresso (Vi) appare ai capi dell'induttore; ciò provoca un cambiamento nella corrente (IL) che scorre attraverso l'induttore durante il periodo di tempo (t). Questo funzionamento viene descritto dalla formula:
{\displaystyle {\frac {\Delta I_{L}}{\Delta t}}=-{\frac {V_{i}}{L}}} (il segno meno indica che la tensione ai capi dell'induttore è opposta al verso della corrente) 
Alla fine dello stato 'on' (acceso) l'incremento di IL è perciò:
{\displaystyle \Delta I_{L_{On}}=\int _{0}^{D\cdot T}{\frac {V_{i}}{L}}dt={\frac {V_{i}\cdot D\cdot T}{L}}}
D è il duty cycle: esso rappresenta la frazione del periodo di commutazione T in cui l'interruttore è chiuso. D varia pertanto da 0 (interruttore sempre aperto) a 1 (interruttore sempre chiuso).
Durante lo stato di 'off' (spento), il commutatore S è aperto, perciò la corrente dell'induttore fluisce attraverso il carico. Se consideriamo la caduta di tensione attraverso il diodo idealmente uguale a zero, e una capacità abbastanza grande da mantenere la sua tensione costante, l'evoluzione di IL è:
{\displaystyle V_{i}-V_{o}=L{\frac {dI_{L}}{dt}}}
Perciò, la variazione di IL durante il periodo di spento è:
{\displaystyle \Delta I_{L_{Off}}=\int _{0}^{\left(1-D\right)T}dI_{L}=\int _{0}^{\left(1-D\right)T}{\frac {\left(V_{i}-V_{o}\right)dt}{L}}={\frac {\left(V_{i}-V_{o}\right)\left(1-D\right)T}{L}}}
Se consideriamo che il convertitore operi in condizioni stabili, l'ammontare dell'energia accumulata in ogni suo componente deve essere la stessa all'inizio e alla fine del ciclo di commutazione. In particolare, l'energia immagazzinata nell'induttore è data da:
{\displaystyle E={\frac {1}{2}}L\cdot I_{L}^{2}}
Perciò, è ovvio che la corrente dell'induttore deve essere la stessa all'inizio e alla fine del ciclo di commutazione. Questo può essere scritto come:
{\displaystyle \Delta I_{L_{On}}+\Delta I_{L_{Off}}=0}
Sostituendo {\displaystyle \Delta I_{L_{On}}} e {\displaystyle \Delta I_{L_{Off}}} con le loro espressioni si ottiene:
{\displaystyle {\frac {V_{i}\cdot D\cdot T}{L}}+{\frac {\left(V_{i}-V_{o}\right)\left(1-D\right)T}{L}}=0}
Questo può essere scritto come:
{\displaystyle {\frac {V_{o}}{V_{i}}}={\frac {1}{1-D}}}
Dall'espressione precedente si può vedere che la tensione di uscita è sempre maggiore di quella di ingresso (come il duty cycle va da 0 a 1), e che essa cresce con D, teoricamente all'infinito come D raggiunge il valore di 1. Questa è la ragione per la quale questo convertitore viene spesso chiamato convertitore step-up (trad. gradino in alto).

#### Modo di funzionamento discontinuo

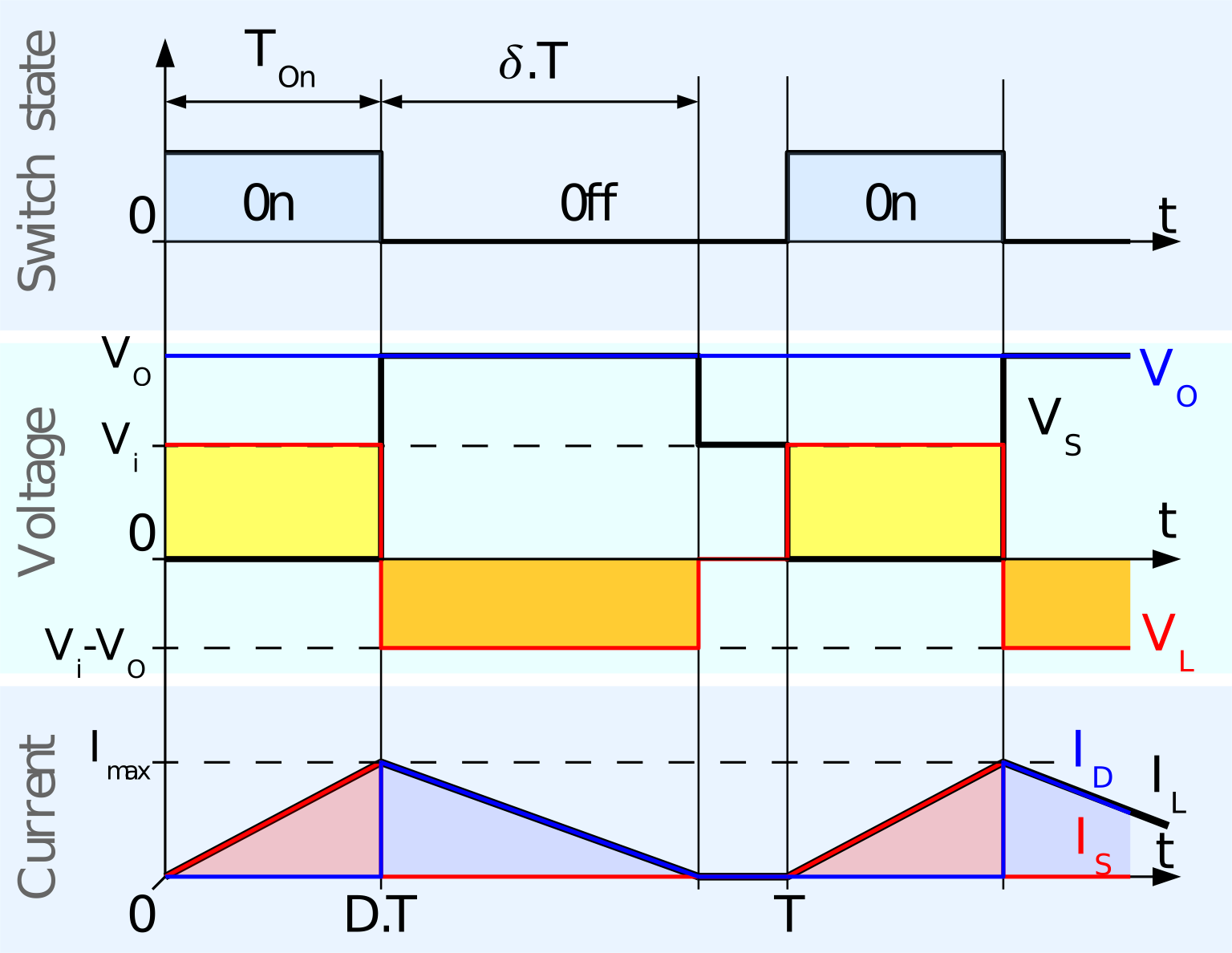
Fig. 4: forme d'onda di tensione e corrente in un convertitore boost operante in modo discontinuo.

In molti casi, l'ammontare dell'energia richiesta dal carico è abbastanza piccola da essere trasferita in un tempo più piccolo della durata dell'intero ciclo di commutazione. In questo caso, la corrente che passa attraverso l'induttore cade a zero durante parte del periodo. L'unica differenza nel principio descritto in precedenza è che l'induttore viene completamente scaricato alla fine del ciclo di commutazione (vedere le forme d'onda presenti in figura 4). Malgrado piccola, la differenza ha un grande effetto sull'equazione della tensione di uscita. Essa può essere calcolata nel modo seguente:
Dato che la corrente nell'induttore all'inizio del ciclo è zero, il suo valore massimo {\displaystyle I_{L_{Max}}} (a t=D.T) è:
{\displaystyle I_{L_{Max}}={\frac {V_{i}\cdot D\cdot T}{L}}}
Durante il periodo di off, IL cade a zero dopo δ.T:
{\displaystyle I_{L_{Max}}+{\frac {\left(V_{i}-V_{o}\right)\cdot \delta \cdot T}{L}}=0}
Usando le due precedenti equazioni, δ è:
{\displaystyle \delta ={\frac {V_{i}\cdot D}{V_{o}-V_{i}}}}
La corrente di carico Io è uguale alla corrente media del diodo (ID). Come si può osservare in figura 4, la corrente del diodo è uguale alla corrente nell'induttore durante lo stato off. Perciò la corrente in uscita può essere scritta come:
{\displaystyle I_{o}={\bar {I_{D}}}={\frac {I_{L_{max}}}{2}}\delta }
Sostituendo ILmax e δ con le loro rispettive espressioni si ottiene:
{\displaystyle I_{o}={\frac {V_{i}\cdot D\cdot T}{2L}}{\frac {V_{i}\cdot D}{V_{o}-V_{i}}}={\frac {V_{i}^{2}\cdot D^{2}\cdot T}{2L\left(V_{o}-V_{i}\right)}}}
Perciò, il guadagno di tensione in uscita può essere scritto come:
{\displaystyle {\frac {V_{o}}{V_{i}}}=1+{\frac {V_{i}\cdot D^{2}\cdot T}{2L\cdot I_{o}}}}
Confrontata con l'espressione della tensione di uscita per la modalità continua, questa espressione è molto più complicata. Inoltre, in modalità discontinua, la tensione di uscita non dipende solo dal duty cycle, ma anche dal valore dell'induttore, dalla tensione in ingresso e dalla corrente in uscita.

#### Limite tra il modo di funzionamento continuo e discontinuo

Fig. 5: andamento della tensione e della corrente d'uscita normalizzate di un convertitore boost ideale.

Come detto all'inizio di questa sezione, il convertitore opera in modo discontinuo quando il carico assorbe bassa corrente, e in modo continuo a regimi di corrente di carico superiori. Il limite tra i modi discontinuo e continuo viene raggiunto quando la corrente dell'induttore cade a zero esattamente alla fine del ciclo di commutazione. Con le notazioni di figura 4, ciò corrisponde a:
{\displaystyle D\cdot T+\delta \cdot T=T}
{\displaystyle D+\delta =1}
In questo caso, la corrente di uscita Iolim (corrente di uscita al limite tra modo continuo e discontinuo) è data da:
{\displaystyle I_{o_{lim}}={\bar {I_{D}}}={\frac {I_{L_{max}}}{2}}\left(1-D\right)}
Sostituendo ILmax dall'espressione data nella sezione modo discontinuo si ottiene:
{\displaystyle I_{o_{lim}}={\frac {V_{i}\cdot D\cdot T}{2L}}\left(1-D\right)}
Dato che Iolim è la corrente al limite tra modo continuo e discontinuo, essa soddisfa le espressioni di entrambe le modalità. Perciò, usando l'espressione della tensione di uscita in modo continuo, la precedente espressione si può scrivere anche come:
{\displaystyle I_{o_{lim}}={\frac {V_{i}\cdot T}{2L}}{\frac {V_{i}}{V_{o}}}\left(1-{\frac {V_{i}}{V_{o}}}\right)}
Introduciamo altre due notazioni:
- la tensione normalizzata, definita da {\displaystyle \left|V_{o}\right|={\frac {V_{o}}{V_{i}}}}. Essa corrisponde al guadagno in tensione del convertitore;
- la corrente normalizzata, definita da {\displaystyle \left|I_{o}\right|={\frac {L}{T\cdot V_{i}}}I_{o}}. Il termine {\displaystyle {\frac {T\cdot V_{i}}{L}}} è uguale all'incremento massimo della corrente dell'induttore durante un ciclo, cioè l'incremento della corrente dell'induttore con un duty cycle D=1. Perciò, in regime stazionario del convertitore, ciò significa che {\displaystyle \left|I_{o}\right|} è uguale a 0 per corrente di uscita nulla, e 1 per la massima corrente che il convertitore può fornire.

Usando queste notazioni avremo che:
- in modo continuo, {\displaystyle \left|V_{o}\right|={\frac {1}{1-D}}};
- in modo discontinuo, {\displaystyle \left|V_{o}\right|=1+{\frac {V_{i}\cdot D^{2}\cdot T}{2L\cdot I_{o}}}=1+{\frac {D^{2}}{2\left|I_{o}\right|}}};
- la corrente al limite tra modo continuo e discontinuo è {\displaystyle I_{o_{lim}}={\frac {V_{i}\cdot T}{2L}}D\left(1-D\right)={\frac {I_{o_{lim}}}{2\left|I_{o}\right|}}D\left(1-D\right)}. Perciò, il punto limite tra modo continuo e discontinuo viene dato da: {\displaystyle {\frac {1}{2\left|I_{o}\right|}}D\left(1-D\right)=1}

Queste espressioni sono state tracciate in figura 5. Le differenza di comportamento tra modo continuo e discontinuo può essere chiaramente osservata. Ciò è molto importante dal punto di vista di un circuito di controllo.

### Analisi dello stato spaziale medio (State Space Averaging Analysis)

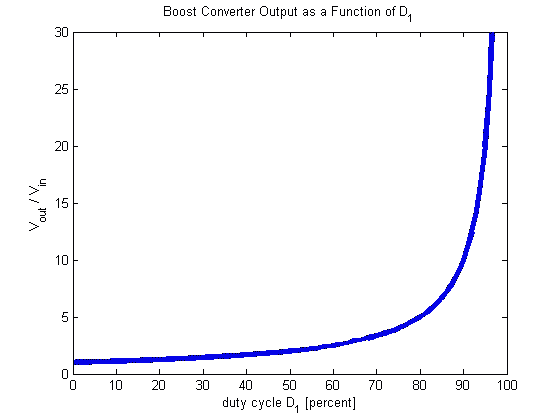
Fig. 6: andamento della tensione di uscita di un convertitore boost al variare del duty cycle del commutatore.

L'analisi del modello medio (average model analysis) è un metodo per calcolare la media nel tempo delle forme d'onda in un circuito a commutazione. Esso consiste nello scrivere le equazioni corrispondenti ad ogni stato di lavoro del convertitore (in questo caso due stati: on e off, come mostrato in figura 2), e poi moltiplicarle per il tempo che il convertitore spende in ogni stato.
Nel caso del convertitore boost, durante lo stato di on, la rapidità di cambiamento della corrente nell'induttore è data da:
{\displaystyle L{\frac {dI_{L}}{dt}}=V_{i}}
Nello stato off, la tensione ai capi del commutatore è uguale alla tensione di uscita (si assume una caduta di tensione uguale a zero nel diodo polarizzato direttamente):
{\displaystyle L{\frac {dI_{L}}{dt}}=V_{i}-V_{o}}
Perciò, il tasso medio di cambiamento della corrente nell'induttore viene ottenuto moltiplicando le due precedenti equazioni per il tempo impiegato negli stati corrispondenti (DT nello stato on e (1-D) T nello stato off, assumendo che il convertitore operi in modo continuo) e dividendo per il periodo di commutazione:
{\displaystyle L{\bar {\frac {dI_{L}}{dt}}}=\left(D\cdot T\cdot V_{i}+(1-D)T\cdot (V_{i}-V_{o})\right){\frac {1}{T}}=D\cdot V_{i}+(1-D)\cdot (V_{i}-V_{o})}
È importante notare che {\displaystyle {\bar {\frac {dI_{L}}{dt}}}} rappresenta i cambiamenti nella corrente dell'induttore in una scala di tempo più lenta della frequenza di commutazione. Per un convertitore operante in modo continuativo, {\displaystyle {\bar {\frac {dI_{L}}{dt}}}=0}. Perciò la precedente equazione diventa:
{\displaystyle D\cdot V_{i}+(1-D)\cdot (V_{i}-V_{o})=0}
Che può essere riscritta come
{\displaystyle {\frac {V_{o}}{V_{i}}}={\frac {1}{1-D}}} (stessa equazione di sopra)
L'aspetto interessante di questo metodo è che esso maschera il comportamento in commutazione del convertitore, permettendo l'uso delle tecniche classiche di analisi in corrente alternata e continua.

## Circuito reale / non ideale

### Effetti delle resistenze parassite

Fig. 7: andamento della tensione di uscita e del duty cicle di un convertitore boost all'aumentare della resistenza parassita nell'induttore.

Nell'analisi precedente, non sono stati considerati gli elementi dissipativi di potenza, cioè le (resistenze). Ciò significa che la potenza viene trasmessa senza perdite dalla sorgente al carico. In realtà, esistono sempre delle resistenze parassite in tutti i circuiti reattivi, dovute alla resistività dei materiali di cui sono fatti i componenti che li compongono. Perciò, una frazione della potenza gestita dal convertitore, viene dissipata da queste resistenze parassite.
Per semplicità, consideriamo che l'induttore sia l'unico componente non ideale del circuito, e che sia equivalente ad un induttore ideale in serie ad una resistenza ideale. Quest'assunto è accettabile dato che un induttore è costituito solitamente da un lungo spezzone di filo avvolto, che è probabile che presenti una resistenza parassita non trascurabile (RL). Inoltre la corrente scorre attraverso l'induttore, sia durante lo stato acceso (on) che durante quello spento (off).
Usando il metodo state-space averaging, possiamo scrivere:
{\displaystyle V_{i}={\bar {V}}_{L}+{\bar {V}}_{S}}
dove {\displaystyle {\bar {V}}_{L}} e {\displaystyle {\bar {V}}_{S}} sono rispettivamente la tensione media ai capi dell'induttore e del commutatore nel ciclo di commutazione. Se consideriamo che il convertitore operi in modo stazionario, la corrente media che passa attraverso l'induttore è costante. La tensione media ai capi dell'induttore è:
{\displaystyle {\bar {V}}_{L}=L{\frac {\bar {dI_{L}}}{dt}}+R_{L}{\bar {I}}_{L}=R_{L}{\bar {I}}_{L}}
Quando il commutatore è in stato on, VS=0. Quando è in stato off, il diodo viene polarizzato direttamente (consideriamo il modo di funzionamento continuo), perciò VS=Vo. Dunque, la tensione media ai capi del commutatore sarà:
{\displaystyle {\bar {V}}_{S}=D\cdot 0+(1-D)V_{o}=(1-D)V_{o}}
La corrente di uscita è uguale alla corrente nell'induttore durante lo stato off. La corrente media nell'induttore è dunque:
{\displaystyle {\bar {I}}_{L}={\frac {I_{o}}{1-D}}}
Assumendo che la corrente e la tensione di uscita abbiano ripple trascurabile, il carico del convertitore può essere considerato come puramente resistivo. Se R è la resistenza del carico, l'espressione sopra diventa:
{\displaystyle {\bar {I}}_{L}={\frac {V_{o}}{(1-D)R}}}
Usando le precedenti equazioni, la tensione in ingresso diventa:
{\displaystyle V_{i}=R_{L}{\frac {V_{o}}{(1-D)R}}+(1-D)V_{o}}
Questo può essere scritto come:
{\displaystyle {\frac {V_{o}}{V_{i}}}={\frac {1}{{\frac {R_{L}}{R(1-D)}}+1-D}}}
Se la resistenza nell'induttore è zero, la precedente equazione diventa uguale a quella del caso ideale. Ma come aumenta RL, il guadagno in tensione del convertitore diminuisce in confronto al circuito ideale. Inoltre, l'influenza di RL cresce con il duty cycle. Tutto ciò è descritto in figura 7.